# Monkland, England
Monkland är en by i civil parish Monkland and Stretford, i grevskapet Herefordshire, i England. Byn är belägen 5 km från Leominster. Monkland var en civil parish fram till 1987 när blev den en del av Monkland & Stretford. Civil parish hade 169 invånare år 1961. Byn nämndes i Domedagsboken (Domesday Book) år 1086, och kallades då Leine.